# Plouhinec (Finistère)
Plouhinec is een gemeente in het Franse departement Finistère, in de regio Bretagne. De plaats maakt deel uit van het arrondissement Quimper. Plouhinec telde op 1 januari 2022 3.923 inwoners.

## Geografie
De oppervlakte van Plouhinec bedroeg op 1 januari 2022 28,05 vierkante kilometer; de bevolkingsdichtheid was toen 139,9 inwoners per km².

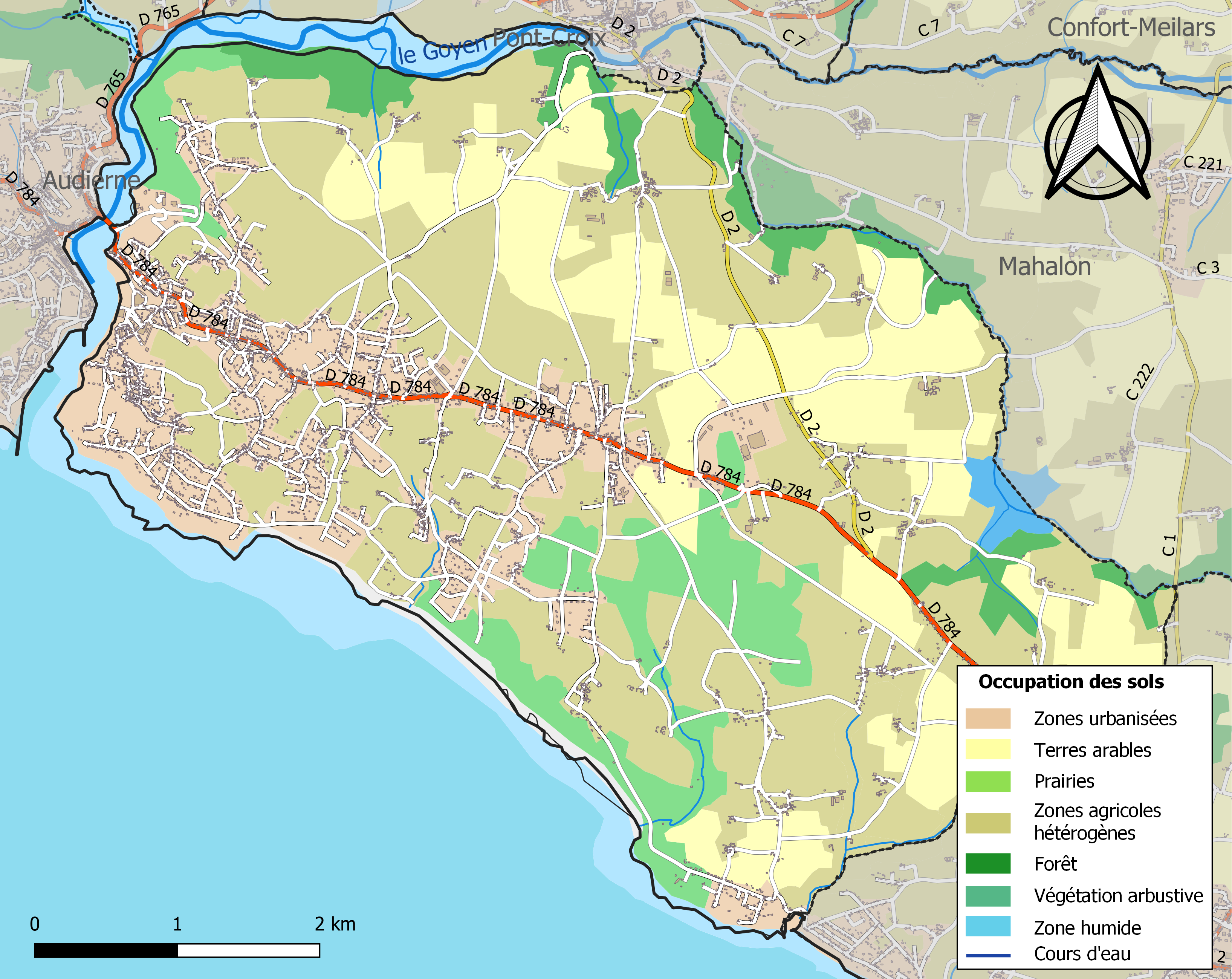
Kaart van de gemeente met belangrijkste infrastructuur, bodemgebruik en omliggende gemeenten

## Demografie
Onderstaande figuur toont het verloop van het inwonertal (bron: INSEE-tellingen).

## Geboren in Plouhinec
- René Quillivic (1879 - 1969), beeldhouwer, graveur en ceramist